# Tretenhof
Der Tretenhof ist ein historisches Hofgut, das zu Seelbach im Ortenaukreis gehört. Der Hof war ab dem späten Mittelalter ein Meierhof der Herren von Geroldseck, lag nach 1700 zeitweilig brach, und war ab 1867 ein frühes Domizil der späteren Kongregation der Franziskanerinnen vom Göttlichen Herzen Jesu. Ab 1892 war das Hofgut Krankenhaus und Armenhaus der Gemeinde Seelbach, ab 1900 Genesungswerk des Vereins Genesungsfürsorge in Baden. In der NS-Zeit war der Hof Kreisschulungslager der NSDAP, seit 1951 nutzt die Arbeiterwohlfahrt den Hof für verschiedene Zwecke.

## Geschichte
Der Tretenhof wurde urkundlich 1417 erstmals mit der Nennung eines burgseß in dem Drettenbach erwähnt. Der Hof war ein Fronhof der Herren von Geroldseck und wurde von einem Meier verwaltet. 1436 wird das Hofgut als Hoff im Tretenpach neben anderen Gütern Gegenstand einer Erbteilung der Geroldsecker, wobei Johann und Diebold von Geroldseck jeweils die Hälfte des Hofes zufielen. 1458 erwarb Diebold von Geroldseck die andere Hälfte des Hofes von einem Hesso von Keppenbach. Der Hof wurde über die Jahrhunderte jeweils an Meier verliehen und stand nach 1700 auch längere Zeit leer. Um 1800 ließ der Pächter Melchior Fautz das heutige Hauptgebäude des Hofes errichten. Unter dem neuen Gatten seiner Witwe wurde das Anwesen 1846 infolge wirtschaftlicher Schwierigkeiten zwangsversteigert und kam an die Kippenheimer Bürgerfamilie Metzger-Stulz. 1866 erwarben die Straßburger Bürger Baumwald, Buchmüller und Arbogast den Hof, konnten den Kaufpreis jedoch nicht finanzieren und veräußerten das Anwesen 1867 an den Pfarrer Berger aus Seelbach.
Wilhelm Berger hatte 1866 auf dem Bauernhof Lenzlisberg in Wittelbach eine religiöse Gemeinschaft gegründet und benötigte für diese wachsende Gruppierung dringend eine ausreichend große Unterkunft, die er auf dem Tretenhof fand. Der Hof erhielt in jener Zeit die Bezeichnung Klösterle. Bergers Gruppe wurde 1876 verboten, konnte sich aber nach 1891 als Kongregation der Franziskanerinnen vom göttlichen Herzen Jesu in Gengenbach neu formieren.
Nach dem Abzug der Franziskanerinnen kam das Tretenhof-Anwesen 1892 in den Besitz der Gemeinde Seelbach, die darin u. a. ein Armenhaus und ein Krankenhaus einrichtete. Bereits 1898 forderte ein amtsärztlicher Gutachter die Schließung des Krankenhauses, da das Hofgut für ein solches nicht ausreichend sei. Im Jahr 1899 erwarb der Verein Genesungsfürsorge in Baden das Anwesen, ließ es komplett renovieren und errichtete darin ein Genesungsheim für Arbeiterinnen. Das Genesungsheim bestand bis zum Konkurs des Trägervereins im Jahr 1927.
Nachdem sich bis 1933 kein neuer Interessent für das Anwesen gefunden hatte, nutzte die NSDAP den Hof für Parteizwecke, ab 1937 als Kreisschulungslager. Nach dem Zweiten Weltkrieg wurden ehemalige polnische und russische Kriegsgefangene in dem Hof einquartiert. Diese Personen hatten Plündererlaubnis, so dass vom Tretenhof Raubzüge vor allem auf die nahegelegenen einzelnen Bauernhöfe ausgingen. Anschließend stand das Hofgut wieder zeitweilig leer.
1951 erwarb die Arbeiterwohlfahrt das Anwesen und errichtete darin zunächst ein Mädchen-Ferienheim mit Hauswirtschaftsschule. Das Mädchenheim wurde 1978 nach Lahr verlegt, danach wurde der Hof vollständig saniert und zum Erholungsheim umgebaut.